# Краснознаменское муниципальное образование (Самойловский район)
Краснознаменское муниципальное образование — сельское поселение в Самойловском районе Саратовской области Российской Федерации.
Административный центр — посёлок Краснознаменский.

## История
Статус и границы сельского поселения установлены Законом Саратовской области от 29 декабря 2004 года № 116-ЗСО «О муниципальных образованиях, входящих в состав Самойловского муниципального района».

## Население
| 2010  | 2011  | 2012  | 2013  | 2014  | 2015  | 2016  |
| ----- | ----- | ----- | ----- | ----- | ----- | ----- |
| 1576  | ↘1569 | ↘1515 | ↘1479 | ↘1446 | ↘1386 | ↘1347 |
| 2017  | 2018  | 2019  | 2020  | 2021  |       |       |
| ↘1321 | ↘1291 | ↘1259 | ↘1225 | ↘1057 |       |       |

## Состав сельского поселения
| № | Населённый пункт  | Тип населённого пункта          | Население |
| - | ----------------- | ------------------------------- | --------- |
| 1 | Воздвиженка       | село                            | ↘146      |
| 2 | Ковалевка         | село                            | 43        |
| 3 | Краснознаменский  | посёлок, административный центр | ↘689      |
| 4 | Николаевка        | село                            | ↘319      |
| 5 | Новоалександровка | село                            | ↘263      |
| 6 | Южный             | посёлок                         | ↘116      |